# آنگاریا، پاتواخالی
آنگاریا (به لاتین: Angaria) یک منطقهٔ مسکونی در بنگلادش است که در ناحیه پتوکالی واقع شده‌است.